# Edward Johnson (generał)
Edward Johnson (ur. 16 kwietnia 1816, zm. 2 marca 1873), znany także jako Allegheny Johnson (czasem pisane: Alleghany) – oficer U.S. Army i generał Konfederacji w wojnie secesyjnej.